# 海州 (江蘇省)
海州（かいしゅう）は、中国にかつて存在した州。南北朝時代から民国初年にかけて、現在の江蘇省連雲港市一帯に設置された。

## 魏晋南北朝時代
549年（武定7年）、東魏は南朝梁から奪取した僑州の青州および冀州を統合し、海州を立てた。その州治は龍苴城に置かれた。海州は東彭城郡・東海郡・海西郡・沭陽郡・琅邪郡・武陵郡の6郡19県を管轄した。

## 隋代
隋初には、海州は5郡7県を管轄した。583年（開皇3年）、隋が郡制を廃すると、海州の属郡は廃止されたが、莒州義塘郡の管轄県は海州に統合された。607年（大業3年）に州が廃止されて郡が置かれると、海州は東海郡と改称され、下部に5県を管轄した。隋代の行政区分に関しては下表を参照。
| 隋代の行政区画変遷 | 隋代の行政区画変遷 | 隋代の行政区画変遷 | 隋代の行政区画変遷 | 隋代の行政区画変遷 | 隋代の行政区画変遷 | 隋代の行政区画変遷   | 隋代の行政区画変遷 | 隋代の行政区画変遷                 |
| 区分               | 開皇元年           | 開皇元年           | 開皇元年           | 開皇元年           | 開皇元年           | 開皇元年             | 区分               | 大業3年                            |
| ------------------ | ------------------ | ------------------ | ------------------ | ------------------ | ------------------ | -------------------- | ------------------ | ---------------------------------- |
| 州                 | 海州               | 海州               | 海州               | 海州               | 海州               | 莒州                 | 郡                 | 東海郡                             |
| 郡                 | 朐山郡             | 東海郡             | 海安郡             | 武陵郡             | 沭陽郡             | 義塘郡               | 県                 | 朐山県 東海県 漣水県 沭陽県 懐仁県 |
| 県                 | 朐山県             | 広饒県 東海県      | 襄賁県             | 上鮮県 洛要県      | 沭陽県             | 懐仁県 義塘県 帰義県 | 県                 | 朐山県 東海県 漣水県 沭陽県 懐仁県 |

## 唐代
621年（武徳4年）、唐により東海郡は海州と改められた。742年（天宝元年）、海州は東海郡と改称された。758年（乾元元年）、東海郡は海州の称にもどされた。海州は河南道に属し、朐山・東海・沭陽・懐仁の4県を管轄した。

## 宋代
宋のとき、海州は淮南東路に属し、朐山・東海・沭陽・懐仁の4県を管轄した。
金のとき、海州は山東東路に属し、朐山・東海・漣水・沭陽・贛楡の5県と太平・金城・荻水・臨洪の4鎮を管轄した。

## 元代
1278年（至元15年）、元により海州は海州路総管府に昇格した。1281年（至元18年）、海州路は海寧州に降格した。海寧州は淮安路に属し、朐山・沭陽・贛楡の3県を管轄した。

## 明代以降
1369年（洪武2年）、明により海寧州は海州の称にもどされた。海州は淮安府に属し、贛楡県1県を管轄した。
1724年（雍正2年）、清により海州は直隷州に昇格した。海州直隷州は江蘇省に属し、贛楡・沭陽の2県を管轄した。
1912年、中華民国により海州直隷州は廃止され、東海県と改められた。